# 环境规划
环境规划是为了协调发展经济和保护环境，对一定时期内环境保护的目标和措施所做的规划，一般分为全国性的和地区性的规划，由国家或地方政府制定，也可以进行跨行政区的规划，如区域规划或河流流域规划，城区规划等，也可以根据环境要素分类规划，由环境行政主管部门作出，如大气污染防治规划，水质污染防治规划，土壤污染防治规划等。
制订规划以前必须先进行环境调查，然后进行评价并进行环境预测，才能制定出相应的、可行的、可达到预定目标的规划。